# NGC 5226
NGC 5226 في الفهرس العام الجديد، هي مجرة، تقع في كوكبة العذراء. اكتشفت في 5 أبريل 1866 بواسطة جون لويس إميل دراير.

## روابط خارجية
- NGC 5226 على موقع ويكي سكاي: DSS2, SDSS, GALEX, IRAS, Hydrogen α, X-Ray, Astrophoto, Sky Map, Articles and images